# Dubrowka (rejon briański)
Dubrowka (ros. Дубровка) – wieś (sieło) w Rosji, w obwodzie briańskim, w rejonie briańskim. W 2010 liczyła 824 mieszkańców.